# La Montagne (Alta Saona)
La Montagne è un comune francese di 41 abitanti situato nel dipartimento dell'Alta Saona nella regione della Borgogna-Franca Contea.

## Società

### Evoluzione demografica
Abitanti censiti